# ベン・アルダ
ベン・アルダ（Ben Arda、1929年6月13日 - 2006年12月20日）はフィリピン出身のプロゴルファー。
ニックネームは「バンタム・ベン」「トイ・タイガー」。

## 概要
1960年代から1970年代にかけて、アジアを代表するゴルファーの一人であり、フィリピン出身のゴルファーとしてマスターズと全英オープンの出場資格を初めて獲得した。 フィリピンオープンを含む3回のアジアサーキットでのトーナメントで優勝し、1970年には賞金王に輝く。日本ツアーでは4勝を挙げ、1973年の日本オープンでは青木功との大激戦の末に出場16年目での初優勝を飾る  。最終日最終組最終ホールでの決着となり、現在でもプロツアー界で語り継がれている。ワールドカップゴルフにも16回出場し、1977年にパートナーのルディ・ラバレスと共に団体で2位に入賞。
ゴルフ場設計者としての顔を持ち、日本では長野県岡谷市の「諏訪レイクヒルカントリークラブ」の設計を担当した。

## プロでの成績 (15)

### 日本ツアーでの成績 (4)
- 1973 日本オープンゴルフ選手権競技、 ダンロップトーナメント
- 1976 総武国際オープン
- 1977 ダンロップ国際オープン

### 日本以外の国での成績 (11)
- 1961年 - フィリピンオープン
- 1963年 - フィリピンオープン
- 1967年 - シンガポールオープン
- 1969年 - インディアンオープン
- 1970年 - マレーシアオープン
- 1973年 - シンガポールオープン
- 1974年 - インドネシアオープン
- 1976年 - タイランドオープン, フィリピンマスターズ
- 1977年 - フィリピンマスターズ
- 1979年 - フィリピンオープン

## メジャー大会での成績
| Tournament               | 1962 | 1963 | 1964 | 1965 | 1966 | 1967 | 1968 | 1969 | 1970 | 1971 | 1972 |
| ------------------------ | ---- | ---- | ---- | ---- | ---- | ---- | ---- | ---- | ---- | ---- | ---- |
| マスターズ・トーナメント | CUT  |      |      |      |      |      |      |      |      |      |      |
| 全英オープンゴルフ       |      |      |      |      |      |      |      |      |      |      | CUT  |

Note: Arda never played in the U.S. Open nor the PGA Championship.

CUT = missed the half-way cut (3rd round cut in 1972 Open Championship)